# Saint-Eusèbe (titre cardinalice)
Pour les articles homonymes, voir Saint-Eusèbe.
Le titre cardinalice de Saint Eusèbe (en italien Sant'Eusebio), aussi connu comme Eusebii, est l'un de ceux énumérés lors du synode romain du 1er mars 499.
Selon le catalogue de Pietro Mallio, rédigé sous le pontificat d'Alexandre III, le titulus était uni à la basilique Sainte-Marie-Majeure dont les prêtres venaient célébrer la messe à tour de rôle. Il fut supprimé par une bulle du pape Grégoire XVI le 8 juin 1839, et transféré à l'église des Saints-André-et-Grégoire-du-Mont-Célius. Il fut restauré par le pape Pie IX lors du consistoire secret du 25 juin 1877. Il est actuellement lié à l'église Saint-Eusèbe de l'Esquilin.
L'épitaphe d'un « clerc », découverte dans les catacombes des Saints-Marcellin-et-Pierre remontant à 474 et un graffiti contemporain de « Olympus lector de (dominico) Eusebi » confirment l'antiquité du titulus Eusebi.

## Titulaires
- Valentino (492-494)
- Probiano (494-?)
- Bono (590-?)
- Stefano (745- avant 761)
- Teopempto (761-?)
- Luciano (827?- avant 853)
- Lucino (ou Luciano) (853-?)
- Robert (1088-1112)
- Roberto (1099- vers 1115)
- Giovanni O.S.B. (vers 1114-1121)
- Roberto (1121-1123 ou en tout cas, avant 1127)
- Pietro (1130), pseudocardinal de l’antipape Anaclet II.
- Robert Pullen (ou Pulle, ou Pullus, ou Pullan, ou Pully) (vers 1142-1146)
- Raniero (1165?- avant 1178)
- Rogerio (ou Ruggiero), O.S.B. (1178- vers 1184 ou 1212 ou 1221)
- Nicolas Caignet de Fréauville, O.P. (1305-1323)
- Raymond de Mostuéjouls (1327-1335)
- Etienne de Poissy (ou Paris) (1368-1373)
- Guglielmo Sanseverino (1378)
- Francesco Moricotti Prignani (1378?-1380)
- Aymeric de Magnac (1383-1385), pseudo-cardinal de l’antipape Clément VII.
- Amielh de Lautrec (1385-1390), pseudo-cardinal de l’antipape Clément VII.
- Alamanno Adimari (1411-1422), pseudo-cardinal de l’antipape Jean XXIII

- Vacance (1422-1426)

- Henri Beaufort de Lancastre (1426-1447)
- Astorgio Agnensi (1448-1451)
- Richard Olivier de Longueil (1456-1470)
- Oliviero Carafa (1470-1476) ; en commende (1476-1511)
- Pietro Accolti (1511-1523) ; en commende (1523-1527)
- Benedetto Accolti (1527-1549)
- Francisco Mendoza de Bobadilla (1550-1566)
- Antonio Carafa (1568-1573)

- Vacance (1573-1583)

- Antonio Carafa (1583-1584)
- Giulio Canani (1584-1591)

- Vacance (1591-1596)

- Camille Borghese (1596-1599), élu pape sous le nom de Paul V.
- Arnaud d'Ossat (1599-1604)
- Ferdinando Taverna (1604-1619)
- Jean de Bonzi (1621)
- Marcantonio Gozzadini (1621-1623)
- Lucio Sanseverino (1623) (?)
- Giacomo Cavalieri (1626-1629)
- Giovanni Battista Pamphili (1630-1644)
- Girolamo Grimaldi-Cavalleroni (1644-1655)
- Nicolò Guidi di Bagno (1657-1663)

- Vacance (1663-1668)

- Paolo Emilio Rondinini (1668)
- Carlo Gualterio (1669-1673)
- Camillo Massimo (1673-1676)

- Vacance (1676-1689)

- Pierre de Bonzi (1689-1703)
- Francesco Martelli (1706-1717)
- Imre Csáky (1721-1732)
- Pompeio Aldrovandi (1734-1752)
- Enrico Enriquez (1754-1756)

- Vacance (1756-1762)

- Jean-François-Joseph de Rochechouart (1762-1777)
- Guglielmo Pallotta (1777-1782)
- Giovanni Andrea Archetti (1785-1800)
- Giuseppe Firrao (1801-1830)
- Paolo Polidori (1834-1839)

- Titre supprimé en 1839.
- Titre restauré en 1877.

- Johann Baptist Rudolph Kutschker (1877-1881)
- Domenico Agostini (1882-1886)
- Cölestin Joseph Ganglbauer, O.S.B. (1886-1889)
- Joseph-Alfred Foulon (1889-1893)
- Benito Sanz y Forés (1893-1895)
- Antonio María Cascajares y Azara (1896-1898)
- Agostino Richelmy (1899-1911)
- János Csernoch (1914-1927)
- Carlo Dalmazio Minoretti (1929-1938)
- Juan Gualberto Guevara (1946-1954)
- Franz König (1958-2004)
- Daniel DiNardo (2007)

## Sources
- (it) Cet article est partiellement ou en totalité issu de l’article de Wikipédia en italien intitulé « Sant'Eusebio (titolo cardinalizio) » (voir la liste des auteurs).